# Virgen del Socavón
La Virgen del Socavón es una advocación de la Virgen María que se venera en la ciudad de Oruro, Bolivia.
Se celebra el sábado de carnaval, es la patrona de los mineros, además fue declarada "Patrona del Folklore Nacional" por ley de 12 de febrero de 1994.
Es venerada particularmente por los mineros, que le agradecen, y le piden que les dé su protección y que no les falten las riquezas minerales en los socavones de las minas. Cada año es visitada el sábado de carnaval por más de cuarenta mil bailarines, que después de haber recorrido más de cinco kilómetros bailando con fe y devoción, terminan pasando de rodillas delante de su imagen. Su fiesta fue reconocida como "Obra Maestra del Patrimonio Oral e Intangible de la Humanidad" por la Unesco el 18 de mayo de 2001.

## Llegada de los religiosos a Oruro
Solicitados por el encomendero de Paria, Lloren de Alfana, los padres agustinos vinieron desde España y se dedicaron a la evangelización del Altiplano boliviano. Sus primeras llegadas son en Challacollo, Paria, Toledo (en Oruro) y Capinota (en Cochabamba) en 1559. El encomendero de Paria, Lorenzo de Aldana, había creado un Mayorazgo o fundación benéfica a favor de la religión y de los indígenas encomendados a él, Aldana muere en el 1573, diez años antes que Francisco Tito Yupanqui tallara, en 1583, la Imagen de la Candelaria para el santuario de Copacabana, igualmente confiado a los Agustinos en 1588. Aldana había nacido en 1508 en Extremadura, en la ciudad de Cáceres, donde era grande la devoción a la Virgen de la Candelaria.
Los agustinos traían una fuerte devoción mariana desde España, donde la fiesta de la Candelaria se había establecido ya en el siglo XI como una de las cuatro principales fiestas marianas. Saliendo de España, habían tocado como último puerto, antes de cruzar el océano, Tenerife, en las Islas Canarias, donde existe un Santuario dedicado a la Virgen Candelaria. De ahí la devoción a la Candelaria se había popularizado especialmente entre los marineros que la tomaron como abogada y la izaron al lado de los timones en las procelosas travesías hacia América.

## Cronología de la llegada de la Virgen del Socavón de Oruro

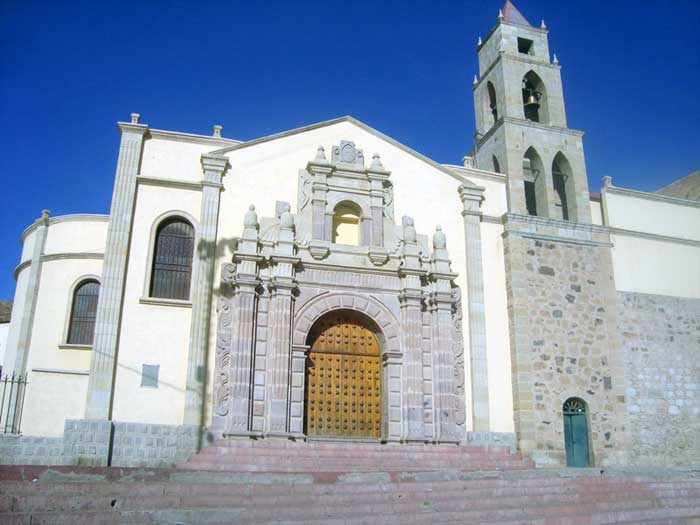
Santuario del Socavón en Oruro, Bolivia

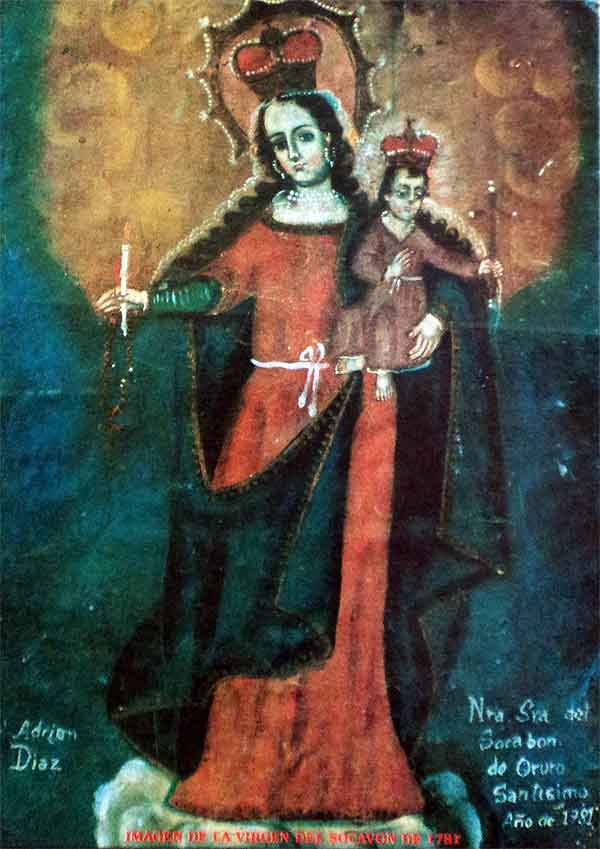
La Virgen del Socavón de 1781, Oruro, Bolivia donde la Virgen del Socavón fue elegida como patrona de la ciudad y su culto se expandió en la región.

- 1559, Los padres agustinos llegan de España a Challacollo, Paria y Toledo solicitados por el encomendero de Paria, Lorenzo de Aldana, lo agustinos traían una fuerte devoción mariana desde España, donde la fiesta de la Candelaria se había establecido ya en el siglo XI Aldana había nacido en 1508 en Extremadura, en la ciudad de Cáceres, donde era grande la devoción a la Virgen Candelaria.[2] Los agustinos, en su misión evangelizadora, inculcaron a los nativos la imagen de la Virgen de la Candelaria y la figura del Diablo.

- 1550-1600: período en que fue pintado, sobre yeso en un muro de adobe de una ermita en las faldas del cerro conocido como “Pie de Gallo”, el fresco de la Sagrada Imagen de la Virgen del Socavón.

- 1680: la ermita del Socavón es enriquecida con ornamentos de culto durante los años de la gran bonanza (Ángel Torres Cejas, Oruro en su historia, p. 157).

- 1750: mejoramiento de la antigua ermita del Socavón (Ángel Torres Cejas, Oruro en su historia, p. 156).

- 1771: primer documento hasta ahora conocido, que hace referencia a otro anterior del 1760 (Arzobispado de Sucre, legajo ABAS del 11. VIII. 1771) usa ya el título de Santuario de Nuestra Señora del Socavón.

- 1781: reproducción de la Imagen de Nuestra Señora del Socavón hasta ahora conocida, propiedad de Cirila Díaz Robollo.

- 1789: el sábado de carnaval, el 21 de febrero, muere Anselmo Belarmino, el “Nina Nina”.

- 1800: reproducción de la Imagen de Nuestra Señora del Socavón sobre lámina, propiedad de la familia Cárdenas Centellas, en Sucre.

- 1801: reproducción de la Imagen de Nuestra Señora del Socavón sobre lámina, propiedad de Raúl Rojas Ustares.

- 1810: reproducción de la Imagen de Nuestra Señora del Socavón sobre lámina: “Nra. Sra. del Socabón de Oruro. Se pintó a devoción de D. Apolinar de la Vega y su consorte Da. Melchora Solís y La Hera”.

- 1811: reproducción de la Imagen de Nuestra Señora del Socavón sobre lámina, propiedad de Arturo Vega.

- 1813: reproducción de la Imagen de Nuestra Señora del Socavón sobre lámina: El Ymo Sor Dr. Benito Ma. Moxo, Dignis. Arz. de La Plata, conc.e 80 días de Ynd.a al que rezare una Salve a esta Div.a Ym.n del Soc.n de Oruro; y 80 al que un Padre nuestro a su Divino Hijo. Oruro 1813 años”.

- 1815: reproducción de la Imagen de Nuestra Señora del Socavón sobre lámina, propiedad de Grigoriú Raimundo.

- 1849: rarísimos ejemplares de dos monedas de plata acuñadas en Oruro (del libro “Monedas – medallas – billetes, etc.”, impreso por Editora Quelco de Oruro en 1976, por cuenta del Banco de Crédito de Oruro). De estas monedas dice el libro: “Metal: Ag. Cuño: Oruro. Anv.: CERRO D. SOCAVÓN. Entre olivos y laureles el cerro y la iglesia del Socavón con el sol naciente. Rev.: Arco superior: REPÚBLICA BOLIVIANA. Arco inferior: OR.1S. 1849. JM. Al centro: GRATITUD AL SOR. P.e.M.Y.B. (prob.: Presidente Manuel Isidoro Belzu) con rayas cruzadas debajo de las iniciales. Año 1849”.

Medalla Moneda: “R103. 1849. JM 300 500 – SR. Metal: Ag. Anv.: CERRO DEL SOCABÓN. Entre olivos y laureles el cerro y la iglesia del Socavón con el sol naciente. Rev.: Arco superior: REPÚBLICA BOLIVIANA. Arco inferior: JM. 1849. 15. OR. Al centro: GRATITUD AL SOR. P.e.M.Y.B. (prob.: Presidente Manuel Isidoro Belzu) sin rayas debajo de estas iniciales”.
Medalla Moneda: “Mod. 19, 9 mm Peso 3, 55-360 g R 104. 1849. JM 500 600 – SR. Estas monedas llamadas del ‘Socavón de Oruro’ se presentan en un 95% agujereadas. Pudiendo ser únicas aquellas en perfecto estado. – 104”. (Museo sacro del Santuario, Oruro).
- 1881: inician trabajos para la construcción de una nueva iglesia más grande, impulsada por el presbítero Francisco Cárdenas. La piedra conmemorativa de la conclusión de los trabajos es del febrero de 1884.

- 1894: reestructuración del templo realizada por el ingeniero Julio Pinkas, en forma de cruz latina.

- 1895: se erige el nuevo altar de la Virgen, en estilo neogótico, con las imágenes de San José y San Antonio al lado de la imagen de la Virgen.[3]